# Zhang Tingyan
Zhang Tingyan (chiń. 张庭延; ur. 1936) – pierwszy ambasador Chińskiej Republiki Ludowej w Seulu (Korea Południowa). Pełnił tę funkcję w okresie od września 1992 do sierpnia 1998 roku.